# Bedřich Neumann
Bedřich Neumann (3. dubna 1891, Třebichovice – 15. července 1964, Londýn) byl československý generál, příslušník Československých legií v Rusku, významný představitel Obrany národa, zastávající následně také řadu významných funkcí v československých ozbrojených silách na Západě a exilovém Hlavním štábu Československé armády, a po komunistickém převratu v roce 1948 politický exulant.

## Život

### Legie a první republika
Po účasti v 1. světové válce Bedřich Neumann v letech 1916 až 1918 sloužil v československých legiích v Rusku, kde dosáhl hodnosti majora. Po návratu do vlasti vstoupil do čs. armády, ve které po roce 1918 zastával různé velitelské funkce až po zástupce náčelníka generálního štábu v letech 1931 až 1935). V r.1933 byl také povýšen do první generálské hodnosti brigádního generála. Od 30. září 1935 převzal brigádní generál Neumann funkci velitele 5. divize v Českých Budějovicích. V této funkci setrval do roku 1939.

### Protinacistický odboj
V březnu 1939, hned od začátku německé okupace stál u zrodu vojenské odbojové organizace Obrana národa – jako člen vedení ON vedl politické oddělení. Počátkem roku 1940 emigroval do Francie. Ve Francii vykonával funkci hlavního velitele československého pozemního vojska a později velitele 1. pěší divize. Po pádu Francie odešel do Velké Británie, kde byl v roce 1943 ustanoven náčelníkem štábu pro vybudování čs.branné moci. V září 1944, již v hlavním velitelství čs. branné moci, Neumann (mezitím 28. října 1944 povýšený do hodnosti divizního generála) zastával post náčelníka štábu, a to až do svého odvolání v dubnu 1945, k němuž došlo na žádost představitelů Košické vlády. Ve funkci byl nahrazen brigádním generálem Bohumilem Bočkem.

### Poválečné období
Po skončení druhé světové války působil ve vlasti v letech 1945 až 1946 jako zástupce velitele 1. vojenské oblasti.
Po únorovém převratu v roce 1948 byl již 4. března odeslán na dovolenou, a 1. června přeložen do výslužby. Téhož léta pak podruhé emigroval do Velké Británie.
V nepřítomnosti byl degradován na vojína v záloze a byla mu odebrána veškerá vyznamenání.
Po odchodu do druhého exilu v Londýně provozoval penzion. V něm také, ve spolupráci se zpravodajskou skupinou „Measure“ Czechoslovak Intelligence Office plk. gšt. Procházky, ubytovával agenty před jejich vysláním do komunisty ovládaného Československa.
Po listopadu 1989 mu byla posmrtně navrácena jeho hodnost.
Za zásluhy udělil president Václav Havel 28. října 1997 diviznímu generálu Bedřichu Neumannovi Řád Bílého lva III. třídy vojenské skupiny in memoriam.

## Vyznamenání
- 1919 –  Řád sokola , s meči,
- 1920 –  Válečný kříž, (Francie)
- 1920 –  Československý válečný kříž 1914–1918
- 1920 –  Řád za vynikající službu, (Velká Británie)
- 1920 –  Československá medaile Vítězství
- 1922 –  Československá revoluční medaile
- 1926 –  Řád čestné legie, V. třída – rytíř (Francie)
- 1931 –  Medaile Za vojenské zásluhy 1917[7], (Řecko)
- 1935 –  Řád rumunské hvězdy[8], IV. třída, (Rumunsko)
- 1935 –  Řád znovuzrozeného Polska, III. třída, (Polsko)
- 1936 –  Řád svatého Sávy, II. třída, (Srbské království)
- 1937 –  Řád rumunské koruny , III. třída, (Rumunské království)
- 1940 –  Řád čestné legie, IV. třída – důstojník, (Francie)
- 1941 –  Řád lázně, II. třída – rytíř komandér, (Velká Británie)
- 1941 –  Řád znovuzrozeného Polska, II. třída, (Polsko)
- 1941 –  Kříž za chrabrost, (Polsko)
- 1942 –  Řád jugoslávské koruny , III. třída, (Rumunsko)
- 1944 –  Pamětní medaile československé armády v zahraničí
- 1944 –  Československá vojenská medaile za zásluhy,. I. třída,
- 1945 –  Pamětní odznak Čs. dobrovolce z let 1918–1919
- 1945 –  1939–1945 Star[9], (Velká Británie)
- 1945 –  Defence Medal[10],(Velká Británie)
- 1945 –  War Medal 1939–1945[11], (Velká Británie)
- 1945 –  Legion of Merit[12], II. třída – komandér, (Spojené státy americké)
- 1947 –  Řád čestné legie, III. třída – komandér, (Francie)
- 1947 –  Československý válečný kříž 1939
- 1947 –  Československá medaile Za chrabrost před nepřítelem
- 1947 –  Pamětní odznak druhého národního odboje
- 1997 –  Řád Bílého lva za vítězství
- 2010 –  Kříž obrany státu ministra obrany České republiky[13]